# 比济纳·伊万尼什维利
比济纳·伊万尼什维利（1956年2月18日—），格鲁吉亚企业家、政治人物。前任格鲁吉亚总理。
2010年3月伊万尼什维利曾被授予法国国籍。2011年伊万尼什维利公开表示反对格鲁吉亚总统米哈伊尔·萨卡什维利，成立了名为“格鲁吉亚梦想”的新政党。2011年10月根据格鲁吉亚第三十二条法律，他被剥夺了格鲁吉亚公民身份。2012年10月他终止他的法国国籍，恢复了他的格鲁吉亚国籍，同時他领导的政治联盟格鲁吉亚梦想在议会选举当中获得胜利，伊万尼什维利于10月25日被议会确认正式成为总理。
2012年3月，伊万尼什维利在《福布斯》杂志的年度亿万富豪榜单上排名在153号，财富估计价值64亿美元。这使得他成为格鲁吉亚首富。

## 早年
伊万尼什维利出生于前苏联格鲁吉亚苏维埃社会主义共和国村庄乔尔维拉（Chorvila）一个贫穷的家庭，是五个孩子中最小的一个。他的父亲在一家锰矿工厂工作。伊万尼什维利高中毕业后，进入第比利斯国立大学学习工程学和经济学。1982年，他在莫斯科国立大学铁路工程系获得经济学博士学位。

## 商人生涯
1990年之前，当伊万尼什维利住在莫斯科时，他与一名俄罗斯商人维塔利·马尔金建立了合作关系，销售电脑和自动化电话，并创建了俄罗斯信贷银行，伊万尼什维利持有银行最大的控股。他的巨大财富的来源是金属和银行业。多年来，通过经营矿产和金属贸易，他在俄罗斯私有化时期积累了大量资本，同时还在俄罗斯股票市场上进行投资。此外，他在莫斯科还投资了高端房地产项目及两个五星级酒店项目。他还是俄罗斯连锁药店Doctor Stoletov的老板。目前他在莫斯科市中心一个前工厂投资开发一个豪华住宅项目，2012年完成了第一期工程。
2010年3月，他在2010年《福布斯》亿万富豪榜排名173，公布的净资产为48亿美元。第二年他排名185年，公布的净资产为55亿美元。2012年3月，排名153，公布的净资产是64亿美元。

## 政治生涯
2012年4月，伊万尼什维利建立了新政党格鲁吉亚梦想，与“民主运动-统一格鲁吉亚党”同属反对派阵营。他领导的格鲁吉亚梦想意图挑战执政的统一民族运动，并在2012年10月的议会选举中获得胜利，10月25日正式就任总理，2013年11月20日，他的政黨在總統大選勝出後，卸任總理一職。

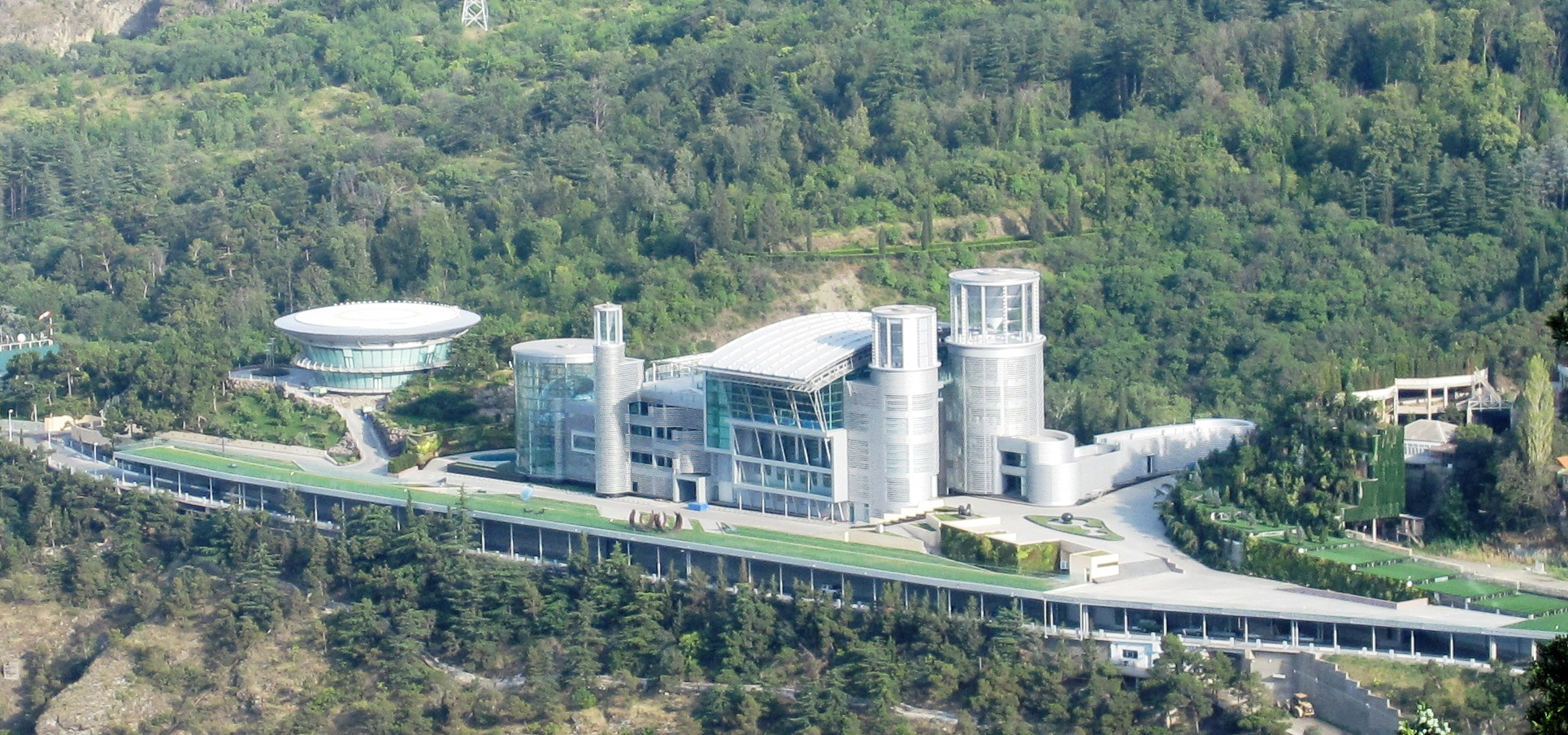
伊万尼什维利位于第比利斯的多功能庄园，由日本著名建筑师高松伸设计。

2024年12月2日，波罗的海国家对伊万尼什维利在内11名格鲁吉亚内政部领导层实施制裁，原因是对2024格鲁吉亚选举的镇压抗议活动。12月5日，乌克兰总统弗拉基米尔·泽连斯基签署一项法令，对伊万尼什维利以及15名相关人士实施制裁。泽连斯基对制裁决定指出，格鲁吉亚梦想—民主格鲁吉亚党及相关格鲁吉亚亲俄政府人士将格鲁吉亚让给俄罗斯，出卖格鲁吉亚和人民的利益。12月27日，美国政府宣布对与克里姆林宫有联系的伊万尼什维利实施制裁。

## 个人生活
伊万尼什维利已婚，有四个孩子。他在第比利斯山上的豪宅由俄国著名建筑师米哈伊尔·卡扎诺夫和日本建築设计师高松伸设计，价值估计有5000万美元。
他爱好收集印象派作品，最贵的收藏是2006年斥资9千5百万美元购买的毕加索的《朵拉与小猫》，也收藏有当代艺术家彼得·多伊格的作品。
伊万尼什维利的儿子贝拉（Bera）是格鲁吉亚一个著名的说唱歌手。说唱歌曲“格鲁吉亚梦想”是为了其父成立的政党格鲁吉亚梦想而创作的。